# 捷列博維奇
51°49′51″N 24°33′10″E / 51.83083°N 24.55278°E
捷列博維奇（烏克蘭語：Теребовичі），是烏克蘭的村落，位於該國西部沃倫州，由科韋利區負責管轄，面積0.56平方公里，海拔高度148米，2001年人口135，人口密度每平方公里241.94人。